# Pavol Hochschorner
Pavol Hochschorner (Bratislava, 7 de setembro de 1979) é um canoísta de slalom eslovaco.

## Carreira
Foi três vezes campeões olímpico entre 2000 e 2008 e vencedor da medalha de bronze em Londres 2012, sempre na categoria slalom C-2 e juntamente com o seu companheiro e irmão Peter Hochschorner.